# チョ・ミンホ (アイスホッケー)
チョ・ミンホ（1987年1月4日 - 2022年6月15日）は、大韓民国のソウル特別市出身のプロアイスホッケー選手（センター）。
アジアリーグアイスホッケーの複数国籍を含む韓国人選手史上最多アシスト記録（324アシスト）保持者。

## 経歴
京畿高校から高麗大学に進学。大学4年の時に韓国代表に選出された。
2008年にアジアリーグアイスホッケーの安養ハルラに入団。
2018年平昌冬季五輪で韓国男子代表の五輪初となる得点を決めた。
2022年6月15日に肺癌のため三星ソウル病院にて死去。